# Zourab Jvania
Zourab Jvania (en géorgien : ზურაბ ჟვანია), né le 9 décembre 1963 à Tbilissi en Géorgie et mort le 3 février 2005 à Tbilissi) est un homme d'État géorgien, Premier ministre de Géorgie du 9 février 2004 jusqu'à sa mort.

## Biographie
Fondateur du mouvement écologiste géorgien en 1998, il est nommé à la présidence du Parlement de Géorgie par le président Edouard Chevardnadze. Il reste un important allié politique de Chevardnadze mais se rallie à la « Révolution des roses » avec Nino Bourdjanadze (laquelle prend sa suite à la présidence du Parlement) et Mikheil Saakachvili.
Après le remplacement de l'ancienne classe politique formée au temps de l'Union soviétique par des acteurs plus jeunes et plus proches de l'Europe occidentale et des États-Unis, Jvania est alors nommé Premier ministre le 9 février 2004.
Jvania tente de faire passer des réformes économiques libérales et de lutte contre la corruption mais se heurte à plusieurs reprises au président Saakachvili. Des dissensions se font de plus en plus visibles dans le triumvirat issu de la « Révolution », Saakachvili cherchant à isoler Jvania sur le plan politique.
Zourab Jvania meurt par intoxication au monoxyde de carbone au domicile de l'un de ses amis le vice-gouverneur de la région de Basse Kartlie. La thèse de l'accident est privilégiée par les enquêteurs locaux et authentifiée par le FBI, mais les médias occidentaux  mettent en cause une action terroriste menée par les indépendantistes d'Ossétie du Sud. Saakachvili assure l'intérim.
Le 26 septembre 2007, l'ancien procureur général et ministre de la Défense au moment des faits, Irakli Okrouachvili, révèle que Jvania n'est pas mort dans l'appartement, mais que son corps y a été transporté après son décès. Il est immédiatement arrêté et jeté en prison.